# Dawn of Relic
Dawn of Relic – fińska grupa muzyczna wykonująca black metal. Powstała w 1993 w Oulu z inicjatywy Jukki „Zann Path” Juntunena. Do 2011 roku grupa wydała trzy albumy studyjne i trzy płyty demo, a w jej skład wchodzi pięciu członków. W swej twórczości muzycy ujawniają fascynację amerykańskim pisarzem fantasy Howardem Lovecraftem, jeden z albumów grupy został zatytułowany Lovecraftian Dark.

## Historia
Założycielem grupy w 1993 roku był Jukka „Zann Path” Juntunen, początkowo Dawn of Relic był solowym projektem, a pierwsze demo Dawn of Relic ukazało się jeszcze tego samego roku. W ciągu kolejnych czterech lat do zespołu dołączyli: wokalista Jarno Juntunen, gitarzysta i basista Pekka Mustonen i gitarzysta Rauli Roininen. W tym składzie muzycy nagrali drugie demo Of the Ambience..., które ujrzało światło dzienne w 1997 roku. 
12 października 1999 zespół wydał debiutancki album One Night in Carcosa, który był nagrywany latem 1998 roku w Astia Studios w fińskim mieście Lappeenranta. Podczas jego tworzenia, muzyków wspomogli wokaliści: Mika Tönning (Catamenia) oraz Lauri „Nazgul” Penttilä (Horna, Krieg i Satanic Warmaster).
Drugi album Lovecraftian Dark ukazał się 20 stycznia 2003 roku z pomocą francuskiej wytwórni Season of Mist. Materiał był nagrywany w   Tico-Tico Studios, w fińskim mieście Kemi.
Ostatnie wydawnictwo zespołu ukazało się 29 sierpnia 2005 roku, album nosi tytuł Night on Earth i ukazał się nakładem Season of Mist. W utworach zawartych w tym albumie, okazyjnie swojego głosu udzielił Kai „K.J. Khaos” Jaakkola (Deathbound, Deathchain, The Duskfall).
W 2005 roku zespół zawiesił działalność, która w 2009 została wznowiona. 
15 sierpnia 2009 Dawn of Relic wystąpił podczas corocznego festiwalu muzyki heavymetalowej Jalometalli Metal Music Festival w Oulu.

## Muzycy
Obecny skład zespołu
- Jukka „Zann Path” Juntunen – instrumenty klawiszowe (1993-1999), perkusja (1993-2005, 2009)
- Ville Lind – śpiew
- Teemu Luukinen – gitary
- Rami Keränen – gitary
- Jarno Juntunen – śpiew, gitara basowa

Byli członkowie zespołu
- Matti – gitara basowa
- Pekka Mustonen – gitary, gitara basowa
- Rauli Roininen – gitary (1997-2005)
- Pekka Malo – instrumenty klawiszowe (1997-2002)
- Mika Tönning – śpiew (1998-2005)
- Katja P. – śpiew (2003-2005)

Gościnna współpraca
- Lauri „Nazgul” Penttilä – śpiew (album Lovecraftian Dark)

## Dyskografia
Albumy studyjne
- One Night in Carcosa (1999, Earache Records)
- Lovecraftian Dark (2003, Season of Mist)
- Night on Earth (2005, Season of Mist)

Dema
- Dawn of Relic (1993, wydanie własne)
- Of the Ambience... (1997, wydanie własne)
- Wrathcast' (2001, wydanie własne)